# Sphenosciadium capitellatum
Sphenosciadium capitellatum är en flockblommig växtart som beskrevs av Asa Gray. Sphenosciadium capitellatum ingår i släktet Sphenosciadium och familjen flockblommiga växter. Inga underarter finns listade i Catalogue of Life.

## Bildgalleri

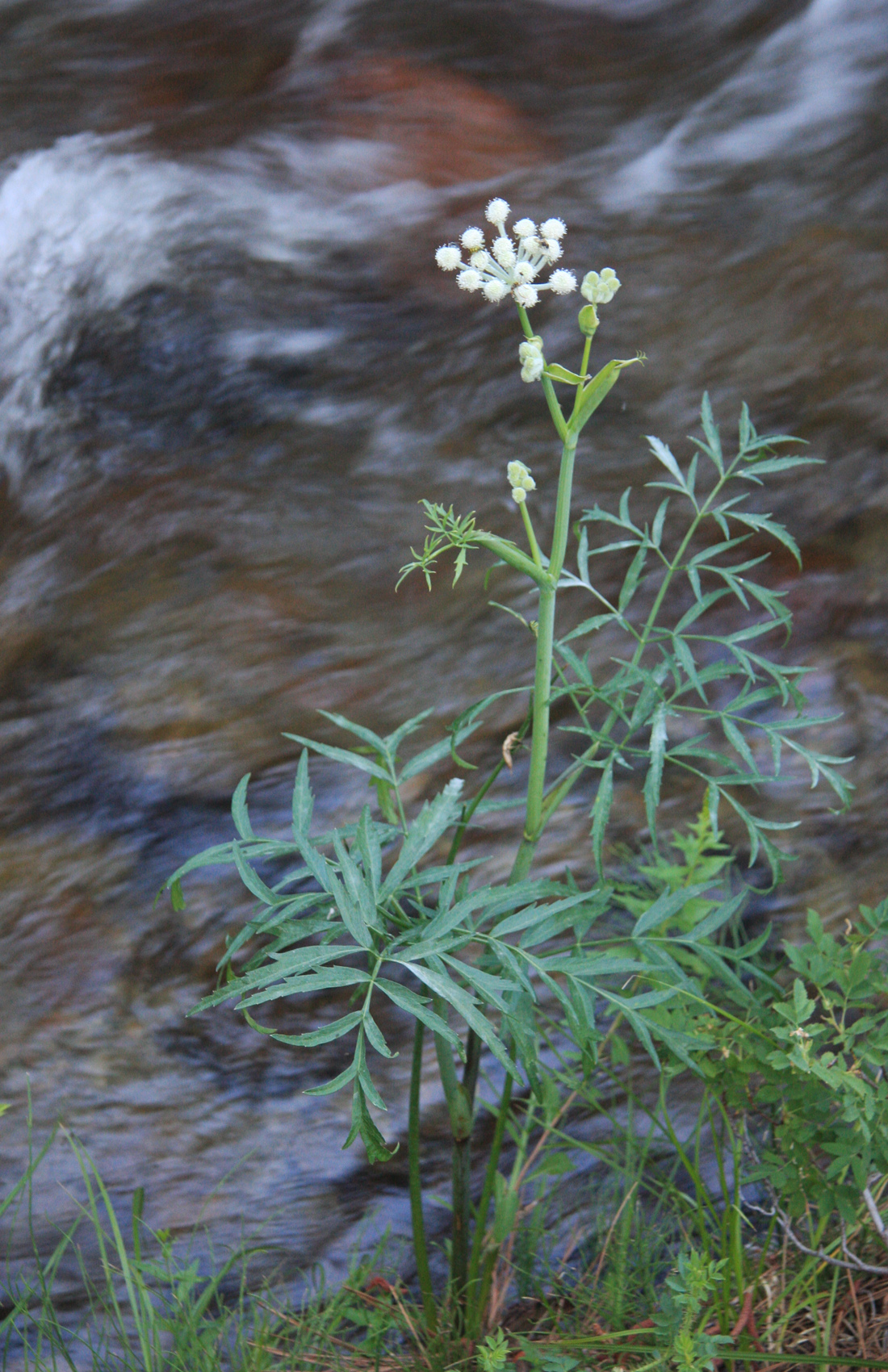
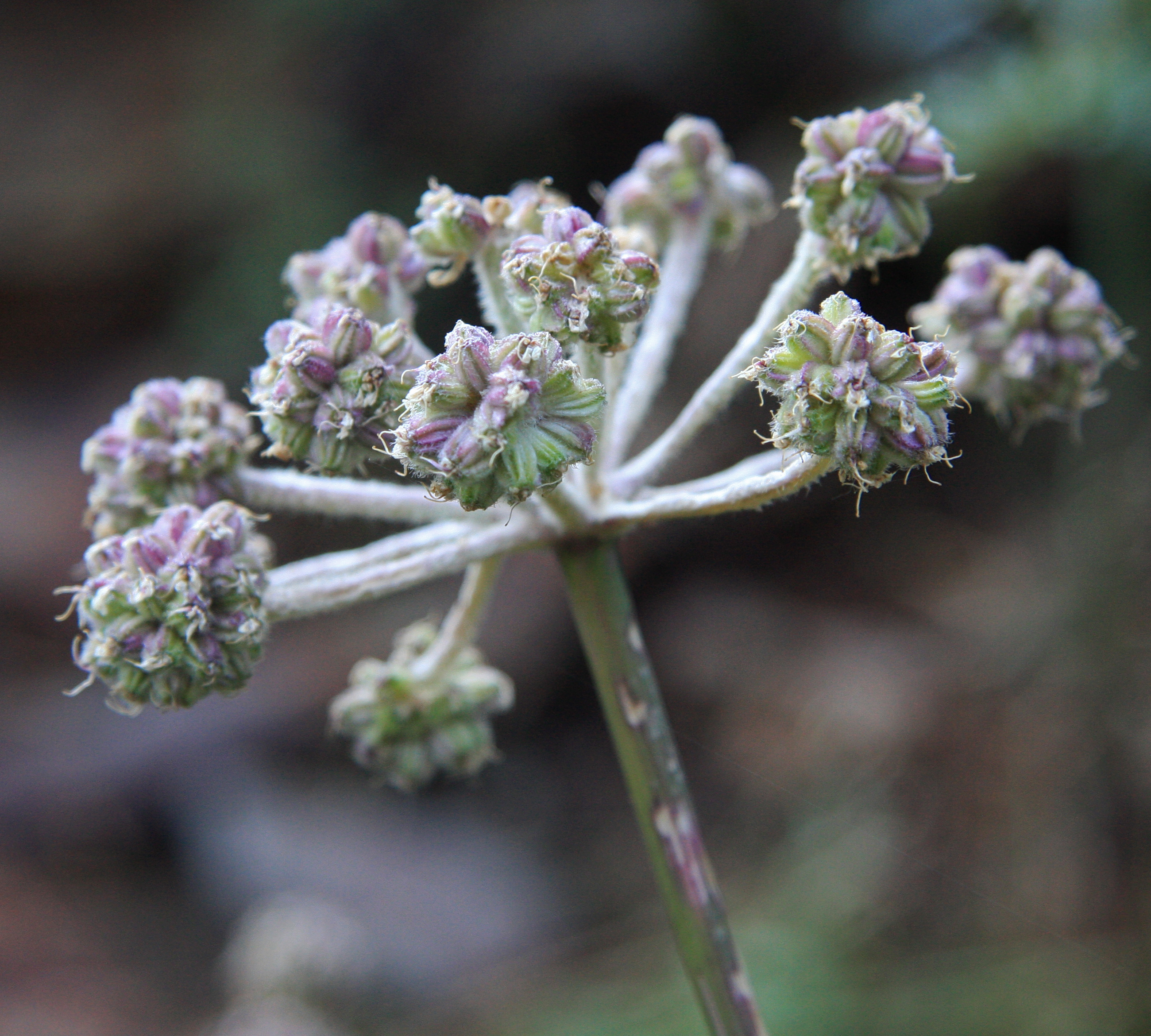
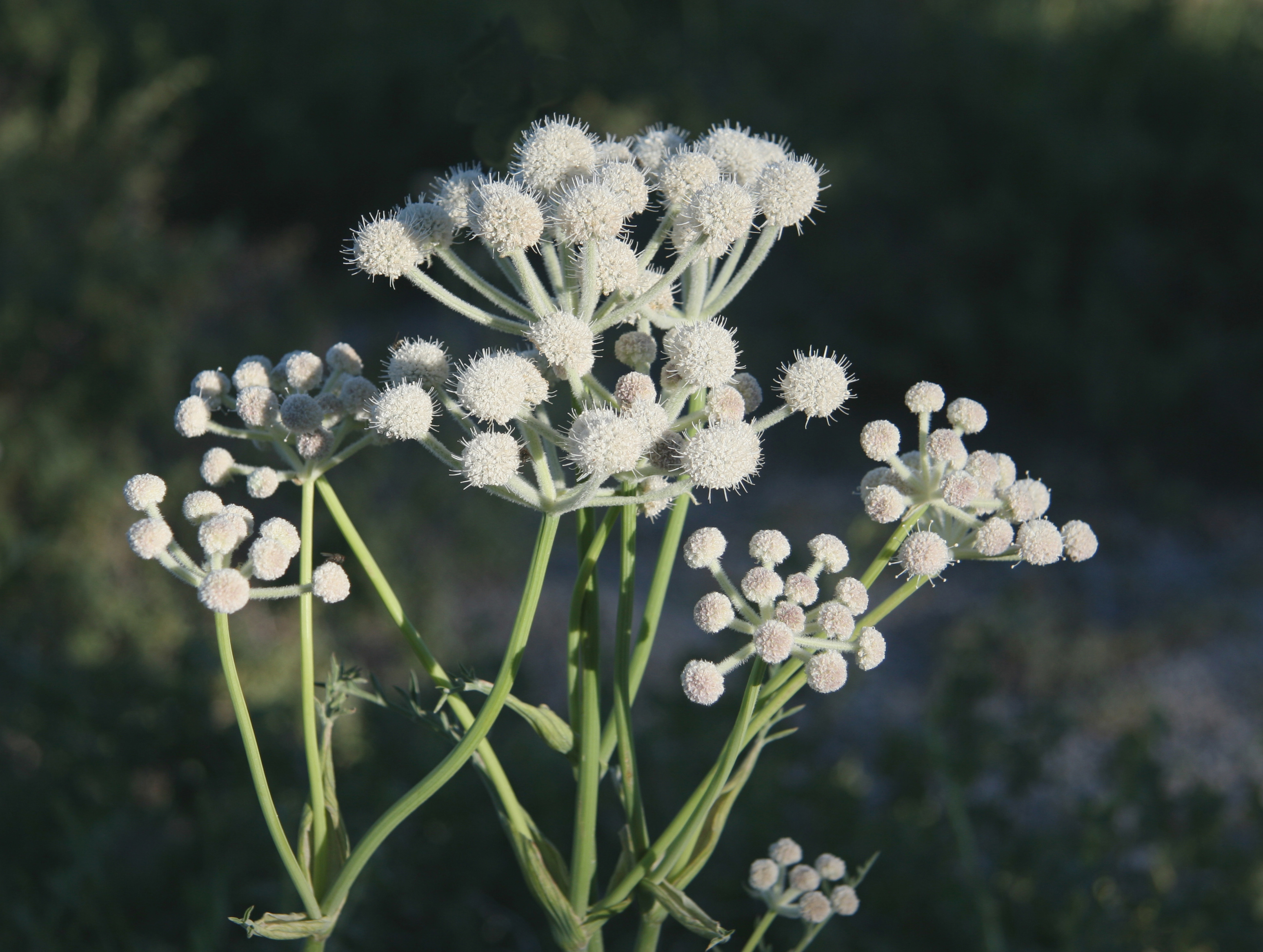
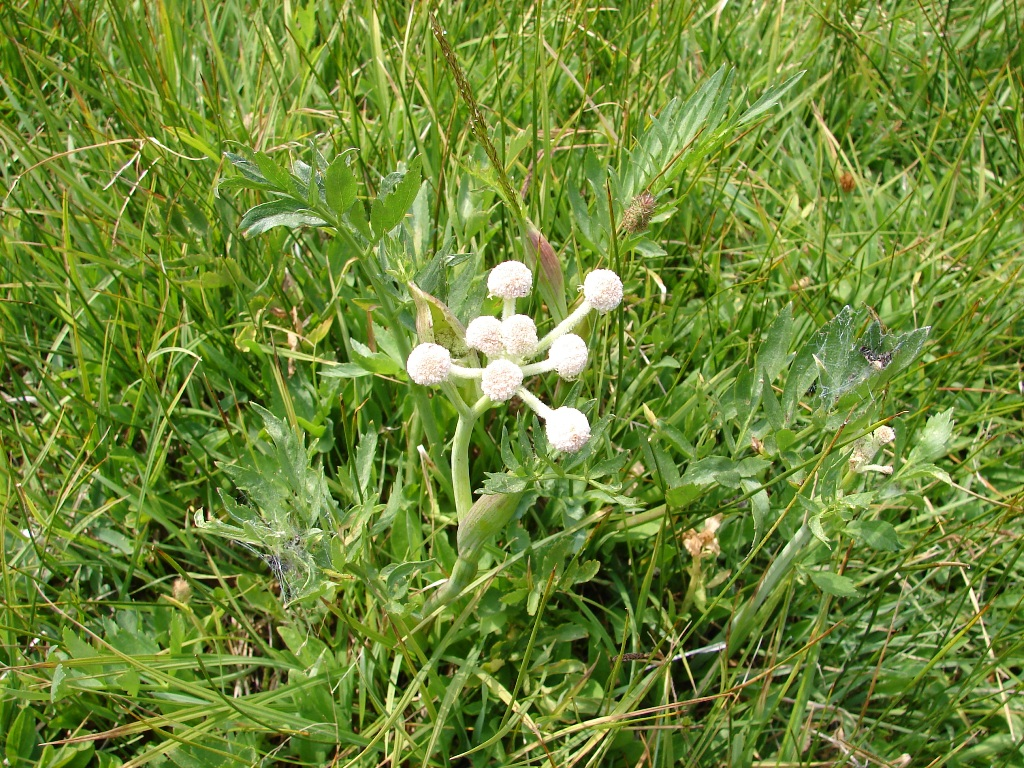